# سطح المكتب البعيد
بواسطة سطح المكتب البعيد (بالإنجليزية: Remote Desktop Services) على ويندوز إكس بي، يمكنك الوصول إلى جلسة عمل ويندوز التي تجري على الحاسوب الخاص بك بينما أنت على حاسوب آخر. هذا يعني، مثلاً، أنه يمكنك الاتصال بحاسوب العمل من المنزل والوصول إلى كافة تطبيقاتك، وملفاتك، وموارد الشبكة لديك كما لو كنت أمام الحاسوب أثناء العمل. بإمكانك ترك البرامج تعمل في العمل وعندما تصل إلى المنزل، يمكنك رؤية سطح المكتب في العمل يُعرض على الحاسوب في المنزل، والبرامج ذاتها تعمل.
عندما تتصل بالحاسوب الخاص بك في العمل، يقوم سطح المكتب البعيد بتأمين ذلك الحاسوب فلا يمكن لأي شخص آخر الوصول إلى تطبيقاتك وملفاتك أثناء غيابك. عندما تعود إلى الحاسوب في العمل يمكنك إلغاء تأمينه بضغط المفاتيح CTRL+ALT+DEL.
يسمح سطح المكتب البعيد أيضاً لأكثر من مستخدم بالحصول على جلسة عمل نشطة على حاسوب واحد. هذا يعني أنه يمكن للعديد من المستخدمين ترك تطبيقاتهم تعمل والاحتفاظ بحالة جلسة عمل ويندوز حتى عندما يكون الآخرون قد قاموا بتسجيل الدخول.
مع التبديل السريع بين المستخدمين، يمكنك التبديل بسهولة بين مستخدم وآخر على الحاسوب نفسه. مثلاً، بفرض أنك كنت تعمل في المنزل وقمت بتسجيل الدخول على الحاسوب في المكتب لتحديث تقرير نفقات. في أثناء عملك، احتاج أحد أفراد العائلة لحاسوب المنزل لتفحص رسالة بريد إلكتروني مهمة. يمكنك قطع اتصال سطح المكتب البعيد، والسماح لمستخدم آخر بتسجيل الدخول وتفحص البريد، ثم إعادة الاتصال بحاسوب المكتب، حيث تجد تقرير النفقات تماماً كما تركته. يعمل التبديل السريع بين المستخدمين على أجهزة الحاسوب المستقلة وأجهزة الحاسوب التي هي أعضاء ضمن مجموعات العمل.
يمكّن سطح المكتب البعيد عدداً من السيناريوهات، تتضمن:
- - العمل في المنزل - الوصول لعمل يجري على حاسوب المكتب من المنزل، متضمناً وصول كامل إلى كافة الأجهزة المحلية والبعيدة.
  - بالتعاون - إحضار سطح المكتب الخاص بك إلى مكتب زميل لك لتصحيح بعض الأخطاء، أو تحديث العرض التقديمي لشريحة Microsoft PowerPoint، أو تدقيق مستند.

مشاركة وحدة تحكم - السماح لعدة مستخدمين بالاحتفاظ بجلسات عمل برامج وتكوين منفصلة على
حاسوب واحد، مثل محطة أمين صندوق أو طاولة مبيعات.
لاستخدام سطح المكتب البعيد، تحتاج لما يلي:
- - حاسوب يستخدم (الحاسوب "البعيد") مع اتصال إلى شبكة اتصال محلية أو الإنترنت.
  - حاسوب ثانٍ (حاسوب "المنزل") مع وصول إلى شبكة الاتصال المحلية بواسطة اتصال شبكة اتصال، أو مودم، أو اتصال شبكة خاصة ظاهرية (VPN). على هذا الحاسوب، يجب أن يكون قد تم تثبيت الاتصال بسطح المكتب البعيد، والمسمى سابقاً عميل خدمات المحطة الطرفية.
  - حسابات مستخدمين وأذونات مناسبة.